# Nodar Lominadze
Nodar Lominadze (en georgiano: ნოდარ ლომინაძე; Ozurgueti, 4 de abril de 2002) es un futbolista georgiano que juega de centrocampista en el G. D. Estoril Praia de la Primeira Liga.

## Trayectoria
Empezó a jugar al fútbol a los 8 años en el F. C. Mertskhali Ozurgeti. En 2018, se trasladó al F. C. Rustavo durante un breve periodo de tiempo antes de unirse a la academia del F. C. Dinamo Tiflis al año siguiente. Inicialmente, jugó en el Dinamo sub-19 y en el Dinamo-2.
Debutó con el primer equipo como suplente en el descanso del último partido de la temporada 2021 contra el F. C. Locomotive Tbilisi, cuando salió del banquillo en sustitución de Barnes Osei. Tras participar en nueve partidos de liga al año siguiente, en verano fue cedido al F. C. Gagra por seis meses. Inauguró su cuenta goleadora en la Erovnuli Liga pocos días después de este traspaso. Su nuevo equipo perdía por 3-1 contra el F. C. Iberia 1990 cuando dos goles en los últimos minutos, uno de ellos de Lominadze, le ayudaron a sumar un punto el 29 de junio de 2022. Finalmente, el Gagra acabó en zona de play-off y conservó su plaza en la máxima categoría tras una tanda de penaltis contra el F. C. Spaeri, en la que Lominadze también transformó desde los once metros.
La temporada siguiente jugó cedido en el F. C. Samgurali Tsqaltubo, marcó siete goles, dos menos que el máximo goleador del equipo Giorgi Nikabadze.
Regresó al Dinamo en 2024, pero tras media temporada se marchó de nuevo al F. C. Dila Gori en calidad de cedido.

## Selección nacional
En 2019 pasó a formar parte de la selección sub-19 y participó en la victoria por 2-0 sobre Croacia en el Campeonato de Europa de 2020. Recibió una primera convocatoria con la sub-21 para un partido amistoso contra Estonia en marzo de 2022, aunque debutó en un amistoso contra Letonia (1-0) un año después.
Cuando el equipo se preparaba para su primera Eurocopa en el verano de 2023, el seleccionador Ramaz Svanadze lo incluyó en su lista definitiva de 23 jugadores. Jugó los tres partidos de la fase de grupos, en la que Georgia se proclamó campeona.
Realizó una importante contribución a la exitosa campaña de clasificación de la selección sub-21 
Campeonato de Europa de la UEFA 2025 al marcar en cada uno de los tres últimos partidos.  Incluyó su disparo desviado desde larga distancia que ayudó a su equipo a remontar un 2-1 crucial ante Macedonia del Norte y alcanzar la repesca. En el partido de vuelta contra Croacia, disputado el 19 de noviembre de 2024, Lominadze empató, y más tarde marcó con un lanzamiento a lo panenka en tanda de penaltis, lo que envió a Georgia a la fase final de la competición.

## Estadísticas

### Clubes
Actualizado al último partido disputado el 28 de mayo de 2025.
| Club                               | Div.       | Temporada  | Liga  | Liga  | Liga   | Copas nacionales | Copas nacionales | Copas nacionales | Copas internacionales | Copas internacionales | Copas internacionales | Total | Total | Total  |
| Club                               | Div.       | Temporada  | Part. | Goles | Asist. | Part.            | Goles            | Asist.           | Part.                 | Goles                 | Asist.                | Part. | Goles | Asist. |
| ---------------------------------- | ---------- | ---------- | ----- | ----- | ------ | ---------------- | ---------------- | ---------------- | --------------------- | --------------------- | --------------------- | ----- | ----- | ------ |
| F. C. Dinamo Tiflis Georgia        | 1.ª        | 2021       | 1     | 0     | 0      | 1                | 0                | 0                | ―                     | ―                     | ―                     | 2     | 0     | 0      |
| F. C. Dinamo Tiflis Georgia        | 1.ª        | 2022       | 9     | 0     | 0      | —                | —                | —                | ―                     | ―                     | ―                     | 9     | 0     | 0      |
| F. C. Gagra Georgia                | 1.ª        | 2022       | 16    | 1     | 0      | 1                | 0                | 0                | ―                     | ―                     | ―                     | 17    | 1     | 0      |
| F. C. Gagra Georgia                | Total club | Total club | 16    | 1     | 0      | 1                | 0                | 0                | 0                     | 0                     | 0                     | 17    | 1     | 0      |
| F. C. Samgurali Tskhaltubo Georgia | 1.ª        | 2023       | 27    | 7     | 0      | 3                | 1                | 0                | ―                     | ―                     | ―                     | 30    | 8     | 0      |
| F. C. Samgurali Tskhaltubo Georgia | Total club | Total club | 27    | 7     | 0      | 3                | 1                | 0                | 0                     | 0                     | 0                     | 30    | 8     | 0      |
| F. C. Dinamo Tiflis Georgia        | 1.ª        | 2024       | 13    | 0     | 1      | 2                | 1                | 0                | 2                     | 0                     | 0                     | 17    | 1     | 1      |
| F. C. Dila Gori Georgia            | 1.ª        | 2024       | 16    | 0     | 2      | —                | —                | —                | ―                     | ―                     | ―                     | 16    | 0     | 2      |
| F. C. Dila Gori Georgia            | Total club | Total club | 16    | 0     | 2      | 0                | 0                | 0                | 0                     | 0                     | 0                     | 16    | 0     | 2      |
| F. C. Dinamo Tiflis II Georgia     | 2.ª        | 2025       | 1     | 0     | 0      | ―                | ―                | ―                | ―                     | ―                     | ―                     | 1     | 0     | 0      |
| F. C. Dinamo Tiflis II Georgia     | Total club | Total club | 1     | 0     | 0      | 0                | 0                | 0                | 0                     | 0                     | 0                     | 1     | 0     | 0      |
| F. C. Dinamo Tiflis Georgia        | 1.ª        | 2025       | 18    | 1     | 1      | 0                | 0                | 0                | ―                     | ―                     | ―                     | 18    | 1     | 1      |
| F. C. Dinamo Tiflis Georgia        | Total club | Total club | 41    | 1     | 2      | 3                | 1                | 0                | 2                     | 0                     | 0                     | 46    | 2     | 2      |
| Total club                         | Total club | Total club | 101   | 9     | 4      | 7                | 2                | 0                | 2                     | 0                     | 0                     | 110   | 11    | 4      |